# 브레다

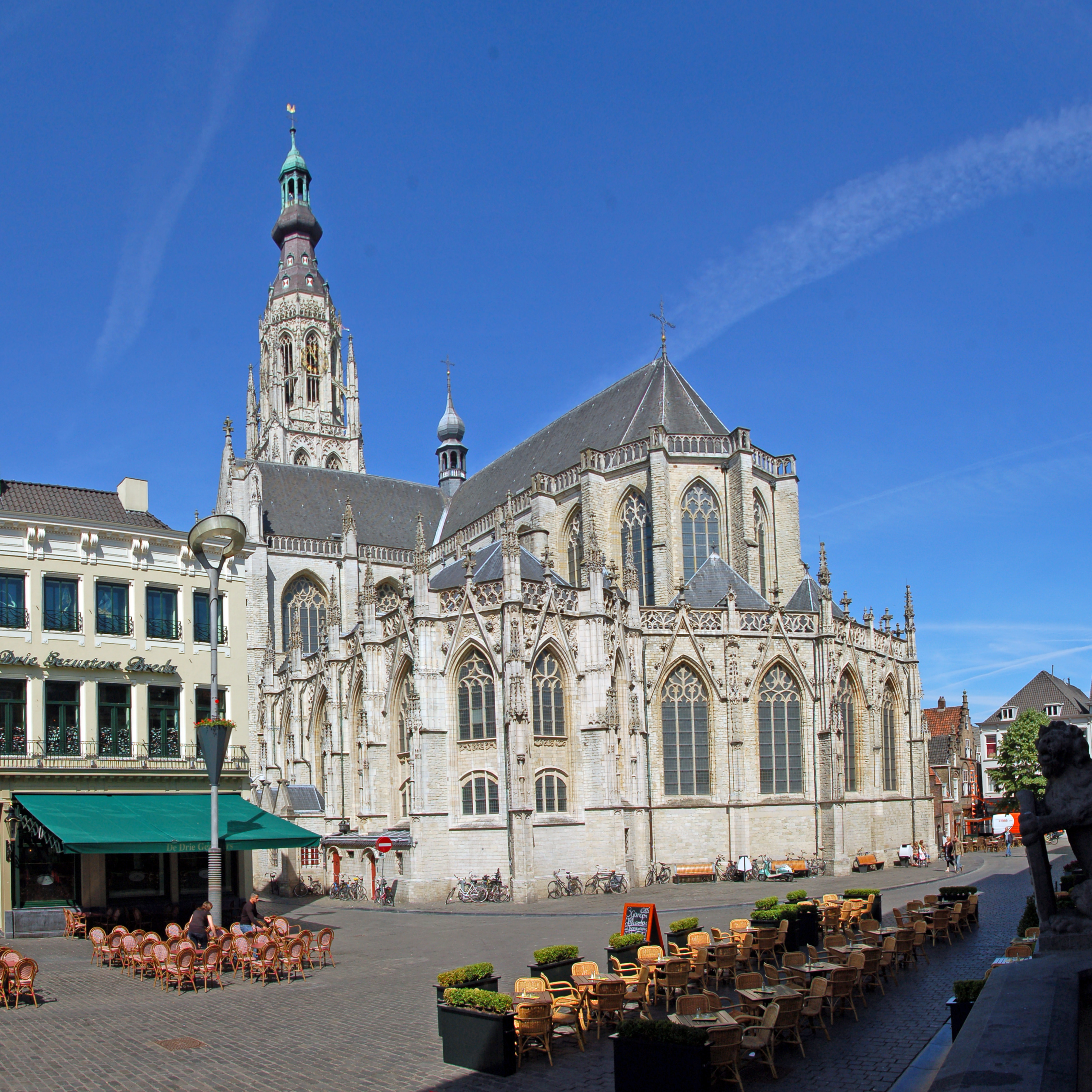
브레다 성모 교회

브레다의 위치

브레다(네덜란드어: Breda)는 네덜란드 남서부 노르트브라반트주에 있는 자치제이다. 마르크 강과 아 강이 합류하는 지점에 있다. 주요 산업은 가공 식품, 합성 섬유, 기계, 성냥 제조업이며, 인구는 166,035명(2004년 기준)이다.
광역인구는 550,000

시기
시 문장

## 인구
| 연도                                   | 인구   | ±% p.a. |
| -------------------------------------- | ------ | ------- |
| 1437                                   | 4,870  | —       |
| 1496                                   | 6,025  | +0.36%  |
| 1640                                   | 9,500  | +0.32%  |
| 1740                                   | 11,000 | +0.15%  |
| 1795                                   | 8,250  | −0.52%  |
| 출처: Lourens & Lucassen 1997, 40–41쪽 |        |         |